# 棒孢科
棒孢科（学名：Corynesporascaceae），是格孢菌目下的一个属。  

## 下属分类
本科包括以下属：
- Coccosporium Corda
- 棒孢属 Corynespora Güssow
- Corynesporasca Sivan., 1996